# 9356 Elineke
A 9356 Elineke (ideiglenes jelöléssel 1991 YV) a Naprendszer kisbolygóövében található aszteroida. Eric Walter Elst fedezte fel 1991. december 30-án.